# MAMA DON'T CRY
『MAMA DON'T CRY』（ママ・ドント・クライ）は、篠原美也子・榊いずみ・加藤いづみの名義のシングル。2013年5月4日にShibuya MAMADON Recordsから発売。規格品番はSMDR-1305。

## 解説
- 篠原美也子が発案者となり、母の日イベントとして始められたコンサート「MAMA DON'T CRY」のテーマソング。
- 2009年に開始されたコンサートより歌われていたが、2013年にレコーディングが行われた。
- CDショップでの販売はしておらず、「MAMA DON'T CRY」開催当日の物販、篠原、榊、加藤の各ソロコンサート会場での販売もされた。
- 多くの問い合わせや要望により、2014年より篠原美也子オフィシャルサイトにおいて通信販売が行われた。

## 収録曲
1. MAMA DON’T CRY（6分00秒）
作詞・作曲：榊いずみ＆篠原美也子
2. 生まれ来る子供たちのために（4分22秒）
作詞・作曲 : 小田和正
3. MAMA DON'T CRY [インストメンタル] （5分57秒）

## 参加ミュージシャン
1. MAMA DON'T CRY
  - 榊いずみ - アコースティック・ギター、ブルース・ハープ
  - 篠原美也子 - ピアノ
  - 佐藤ワタル - アコースティック・ギター
2. 生まれ来る子供たちのために
  - 上田禎 - ピアノ

## コンサート
- 「オトコもオンナも、オトナもコドモも、みんな母から生まれた」をコンセプトに2009年から母の日イベントとして開催された。
- 会場にはキッズスペース、託児コーナーが設けられており子連れの女性もライブに参加しやすい環境を整えている。

|     | 開催日            | 会場           | 出演者                                                                                 |
| --- | ----------------- | -------------- | -------------------------------------------------------------------------------------- |
| 1st | 2009年5月10日(日) | Shibuya O-EAST | 篠原美也子・榊いずみ・加藤いづみ・平松愛理・山下久美子                                 |
| 2nd | 2010年5月9日(日)  | Shibuya O-EAST | 篠原美也子・榊いずみ・加藤いづみ・久宝留理子 ゲスト:木根尚登                           |
| 3rd | 2011年5月4日(水)  | Shibuya O-EAST | 篠原美也子・榊いずみ・加藤いづみ・久宝留理子 ゲスト:ウルフルケイスケ・宮田和弥・都啓一 |
| 4th | 2012年5月13日(日) | SHIBUYA BOXX   | 篠原美也子・加藤いづみ・石嶺聡子・川江美奈子                                           |
| 5th | 2013年5月4日(土)  | Shibuya O-EAST | 篠原美也子・榊いずみ・加藤いづみ ゲスト:ダイアモンド✡ユカイ                            |
| 6th | 2014年9月20日(土) | 二子玉川KIWA   | 篠原美也子・榊いずみ・加藤いづみ                                                       |
| 7th | 2019年5月11日(土) | 溝ノ口劇場     | 篠原美也子・榊いずみ・加藤いづみ ゲスト:春風亭一之輔・Rikako Kagawa・pacomie           |